# Profesionalen Futbolen Klub Montana
Il Profesionalen Futbolen Klub Montana (in bulgaro Професионален футболен клуб Монтана?), spesso abbreviato in PFK Montana o Montana, è una squadra di calcio bulgara della città di Montana. Milita nella Vtora liga, la seconda divisione del campionato bulgaro di calcio.
Fondata nel 1921 come SC Hristo Mihajlov, esordì in massima serie nella stagione 2015-2016. Disputa le partite interne allo stadio Ogosta di Montana, impianto da 8 000 posti. I colori sociali sono il blu, il bianco e il rosso.

## Organico

### Rosa 2020-2021
Aggiornata al 24 luglio 2020.
| N. |                     | Ruolo | Calciatore        |
| -- | ------------------- | ----- | ----------------- |
| 1  | Bulgaria (bandiera) | P     | Marin Orlinov     |
| 2  | Bulgaria (bandiera) | D     | Valeri Hristov    |
| 3  | Bulgaria (bandiera) | D     | Ivan Mihov        |
| 6  | Bulgaria (bandiera) | C     | Yanko Angelov     |
| 7  | Bulgaria (bandiera) | C     | Ivelin Iliev      |
| 8  | Bulgaria (bandiera) | C     | Toni Tasev        |
| 10 | Bulgaria (bandiera) | C     | Vladimir Aytov    |
| 11 | Bulgaria (bandiera) | C     | Nikolay Minkov    |
| 12 | Bulgaria (bandiera) | P     | Filip Dimitrov    |
| 13 | Bulgaria (bandiera) | C     | Yordan Yordanov   |
| 14 | Bulgaria (bandiera) | C     | Rumen Georgiev    |
| 15 | Bulgaria (bandiera) | D     | Preslav M. Petrov |
| 16 | Bulgaria (bandiera) | C     | Nikolay Tsvetkov  |

| N. |                     | Ruolo | Calciatore            |
| -- | ------------------- | ----- | --------------------- |
| 18 | Bulgaria (bandiera) | D     | Vanyo Ivanov          |
| 19 | Bulgaria (bandiera) | A     | Rosen Krastev         |
| 20 | Bulgaria (bandiera) | C     | Dimităr Vasilev Iliev |
| 21 | Bulgaria (bandiera) | C     | Borislav Baldzhiyski  |
| 22 | Bulgaria (bandiera) | C     | Stefan Kamenov        |
| 23 | Bulgaria (bandiera) | C     | Sergey Georgiev       |
| 24 | Bulgaria (bandiera) | D     | Preslav I. Petrov     |
| 25 | Bulgaria (bandiera) | D     | Aleksandar Bashliev   |
| 33 | Bulgaria (bandiera) | D     | Stefan Tsonkov        |
|    | Bulgaria (bandiera) | P     | Blagoy Makendzhiev    |
|    | Francia (bandiera)  | D     | Rayan Senhadji        |
|    | Marocco (bandiera)  | A     | Bilal Bari            |

## Rose delle stagioni precedenti
- 2010-2011
- 2015-2016

## Palmarès

### Competizioni nazionali
- Vtora profesionalna futbolna liga: 2

2008-2009, 2014-2015

### Altri piazzamenti
- Coppa di Bulgaria:

Finalista: 2015-2016
Semifinalista: 1994-1995
- Vtora profesionalna futbolna liga:

Secondo posto: 2018-2019, 2024-2025
Terzo posto: 2019-2020